# Näsum
 (novembre 2024).
Si vous disposez d'ouvrages ou d'articles de référence ou si vous connaissez des sites web de qualité traitant du thème abordé ici, merci de compléter l'article en donnant les références utiles à sa vérifiabilité et en les liant à la section « Notes et références ».
Näsum est une localité suédoise dans la commune de Bromölla en Scanie.
Sa population était de 1348 habitants en 2019. 